# Coincy (Moselle)
Cet article concerne la commune de Moselle. Pour la commune de l’Aisne, voir Coincy.
Coincy est un village du pays messin devenu commune du département de la Moselle à la Révolution française. Au début du XXe siècle, il forme un village-rue typiquement lorrain. Il devient la première commune à l’est de Metz en 1963 quand Borny devient un quartier messin. La proximité immédiate avec la ville a transformé progressivement le village rural en village-dortoir.
Coincy fusionne au début du XIXe siècle avec deux autres communes proches. Aubigny apparait dans les textes au milieu du XIIIe siècle, son château avec jardins, aujourd’hui classé monument historique, et sa ferme, sont mentionnés au XVe siècle. L’histoire connue de Colombey commence, elle, comme celle de Coincy, aux alentours du Xe siècle. Colombey possédait un château féodal et sa chapelle castrale, future église Saint-Nabor, servit longtemps d’église paroissiale. La bataille de Borny-Colombey et la fin de la guerre de 1870 eurent raison du château de Colombey, de son parc et en passant de toute vie de village à Colombey : ne subsistent sur les lieux qu’une exploitation agricole et une allée de monuments aux morts.

## Géographie
La commune de Coincy s'étend sur 715 ha à sept kilomètres l’est du centre-ville de Metz. Le ban communal est long de 17,6 km.

### Village de Coincy
Comme le souligne si souvent Le Républicain lorrain, le village de Coincy est située dans un vallon encaissé « coincé » entre la route nationale 3 et la route départementale RD4-RD4A. C’est à l’origine un village-rue typiquement lorrain avec sa rue Principale sur laquelle se sont greffées des rues reliant le village aux grandes routes et quelques lotissements. Il y a aujourd’hui neuf rues : Principale, d’Aubigny, de Colombey, de la Folie, du Pâtural, de la Ronce, de Saint-Agnan, des Vignes, Dame Jeanette, du Clos des Vergers ainsi que la place de la Mairie. La voirie communale fait 4,8 km[réf. nécessaire] . Il y a une centaine d’habitations et quelques exploitations agricoles pour un peu plus de trois-cents habitants. Le village a su conserver son caractère rural. Il n’y a ni église ni même un commerce : la mairie-foyer au milieu du village est le seul bâtiment public.

### Hydrographie

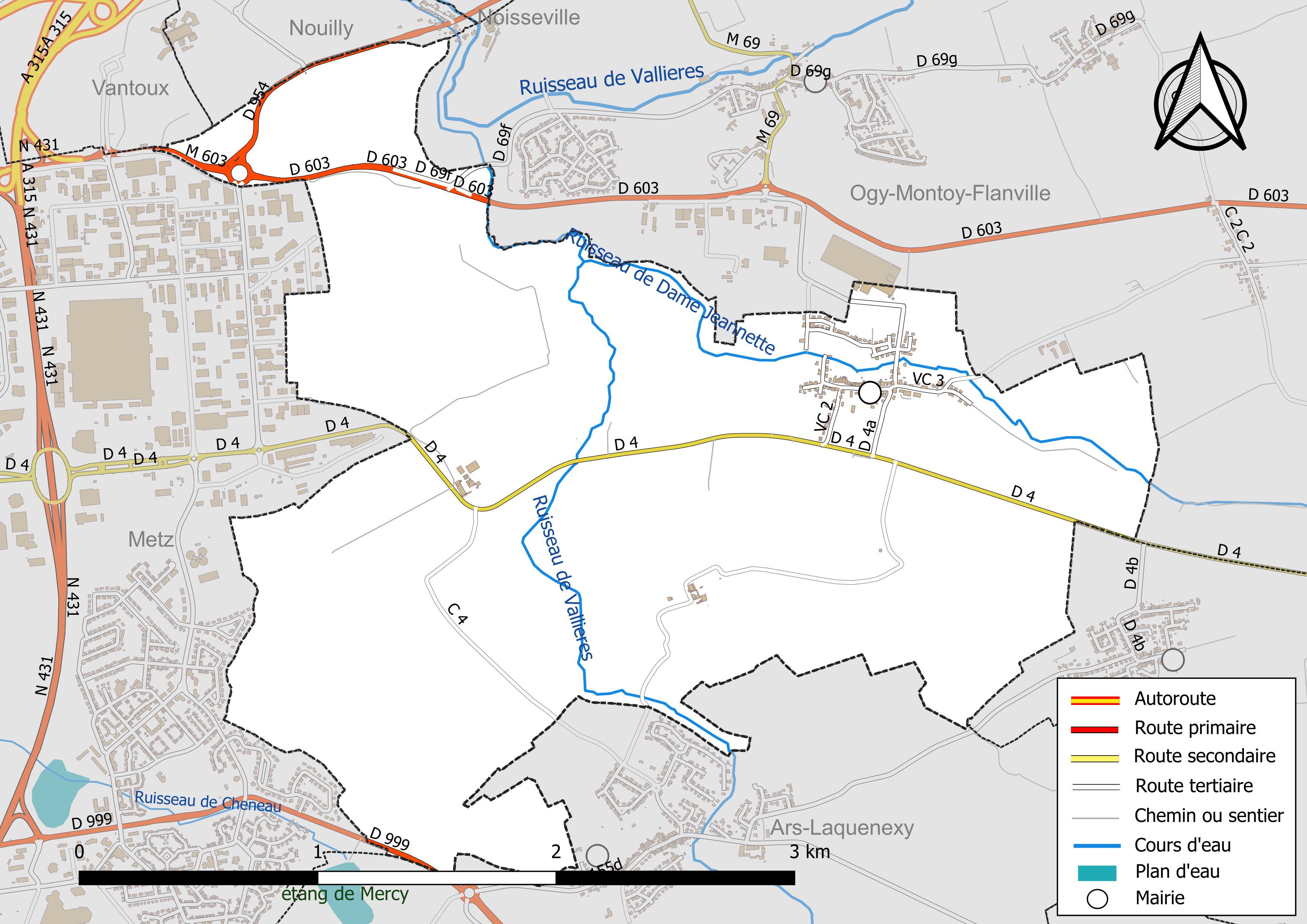
Réseaux hydrographique et routier de Coincy.

### Occupation des sols

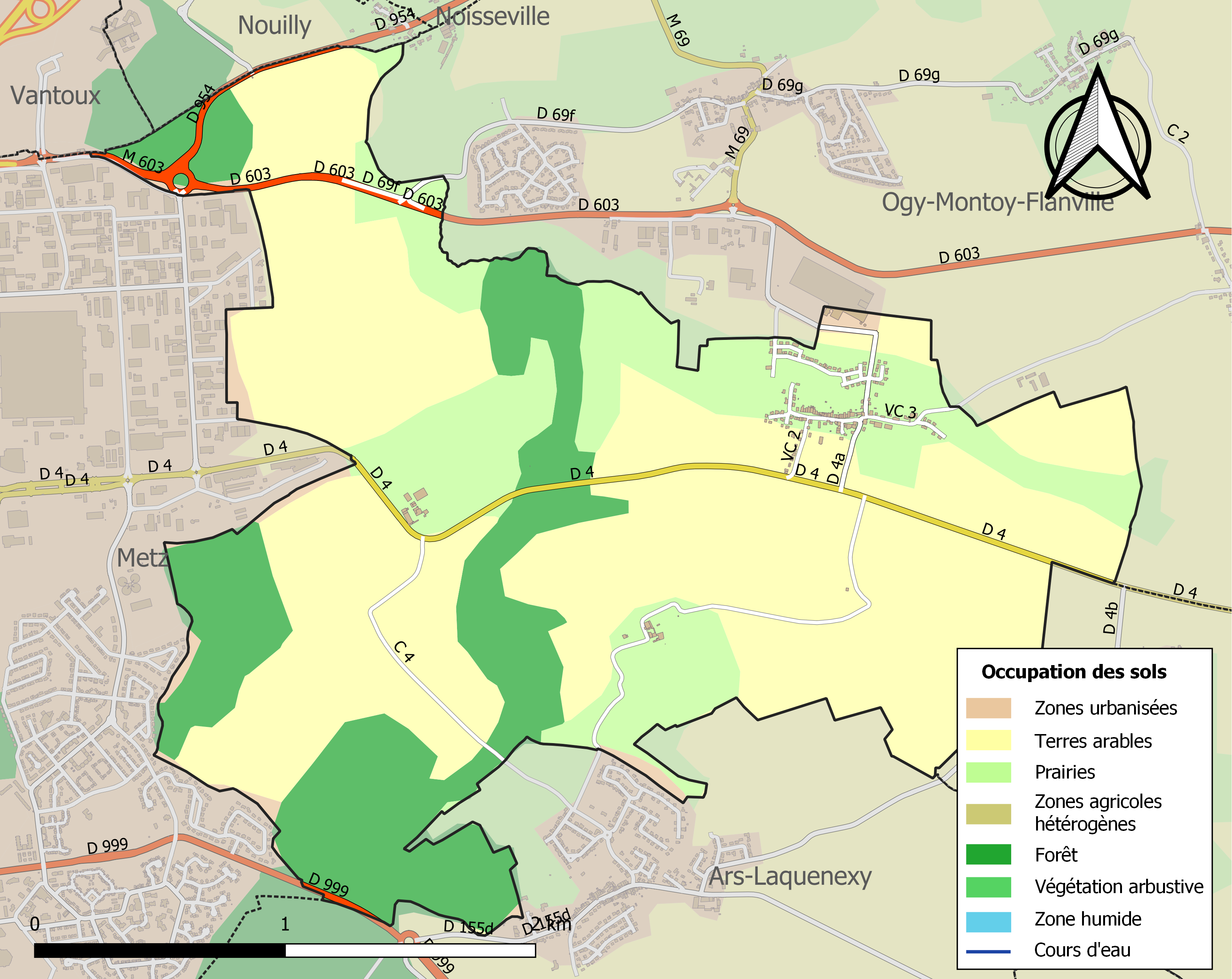
Carte des infrastructures et de l'occupation des sols de la commune en 2018 (CLC).

#### Années 1970-1980

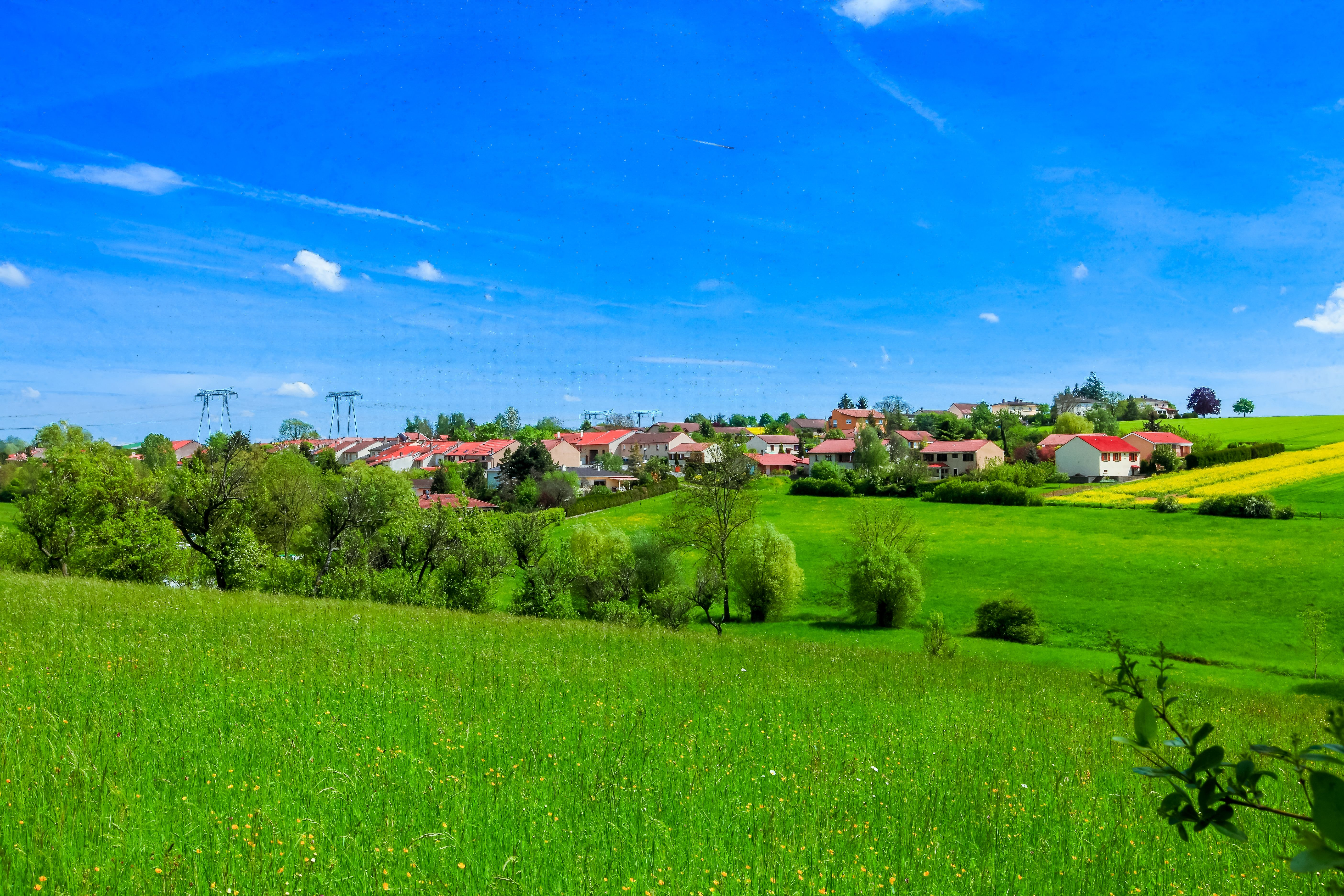
Vue sur la rue de la Folie depuis les vignes en 2012.